# Fring (Norfolk)
 (juillet 2023).
Fring est une paroisse civile du Norfolk, en Angleterre.